# Cylisticus ormeanus
Cylisticus ormeanus là một loài chân đều trong họ Cylisticidae. Loài này được miêu tả khoa học năm 1930 bởi Verhoeff.